# Manuel de Escandón
Pour les articles homonymes, voir Escandón (homonymie).
 (décembre 2021).
La mise en forme du texte ne suit pas les recommandations de Wikipédia : il faut le « wikifier ».
Les points d'amélioration suivants sont les cas les plus fréquents. Le détail des points à revoir est peut-être précisé sur la page de discussion.
- Les titres sont pré-formatés par le logiciel. Ils ne sont ni en capitales, ni en gras.
- Le texte ne doit pas être écrit en capitales (les noms de famille non plus), ni en gras, ni en italique, ni en « petit »…
- Le gras n'est utilisé que pour surligner le titre de l'article dans l'introduction, une seule fois.
- L'italique est rarement utilisé : mots en langue étrangère, titres d'œuvres, noms de bateaux, etc.
- Les citations ne sont pas en italique mais en corps de texte normal. Elles sont entourées par des guillemets français : « et ».
- Les listes à puces sont à éviter, des paragraphes rédigés étant largement préférés. Les tableaux sont à réserver à la présentation de données structurées (résultats, etc.).
- Les appels de note de bas de page (petits chiffres en exposant, introduits par l'outil «  Source ») sont à placer entre la fin de phrase et le point final[comme ça].
- Les liens internes (vers d'autres articles de Wikipédia) sont à choisir avec parcimonie. Créez des liens vers des articles approfondissant le sujet. Les termes génériques sans rapport avec le sujet sont à éviter, ainsi que les répétitions de liens vers un même terme.
- Les liens externes sont à placer uniquement dans une section « Liens externes », à la fin de l'article. Ces liens sont à choisir avec parcimonie suivant les règles définies. Si un lien sert de source à l'article, son insertion dans le texte est à faire par les notes de bas de page.
- La présentation des références doit suivre les conventions bibliographiques. Il est recommandé d'utiliser les modèles {{Ouvrage}}, {{Chapitre}}, {{Article}}, {{Lien web}} et/ou {{Bibliographie}}. Le mode d'édition visuel peut mettre en forme automatiquement les références.
- Insérer une infobox (cadre d'informations à droite) n'est pas obligatoire pour parachever la mise en page.

Pour une aide détaillée, merci de consulter Aide:Wikification.
Si vous pensez que ces points ont été résolus, vous pouvez retirer ce bandeau et améliorer la mise en forme d'un autre article.
José Manuel Escandón y Barrón iure uxoris marquis de Villavieja (13 août 1857 - 13 décembre 1940) était un joueur de polo mexicain aux Jeux olympiques d'été de 1900. Il épousa une femme de la noblesse espagnole et devint l'époux marquis de Villavieja, titre sous lequel il était largement connu.
Les frères Escandón, Manuel, Eustaquio et Pablo, accompagnés de  Guillermo Hayden Wright (en) furent les premiers médaillés olympiques du Mexique.

## Biographie
Il est né à Mexico et était le frère cadet de Pablo et le frère aîné d' Eustaquio.
En 1900, il fait partie de l'équipe de polo mexicaine qui remporte la médaille de bronze. Il a joué avec ses deux frères et Guillermo Hayden Wright.
Le tournoi de polo de cette année-là avait cinq équipes en compétition, la plupart avec des nationalités mixtes, il s'agissait du Bagatelle Polo Club de Paris, du BLO Polo Club Rugby, du Compiégne Polo Club, des futurs vainqueurs Foxhunters Hurlingham et de l'équipe mexicaine (la seule sans nom d'équipe) .
Bien qu'ils aient perdu leur seul match contre le BLO Polo Club Rugby, les joueurs mexicains étaient à égalité avec le Bagatelle Polo Club de Paris, et comme le règlement ne stipulait pas une troisième place en séries éliminatoires, ils ont tous deux obtenu la troisième place. Leur médaille de bronze a été n'a été reconnu que plus tard, car à l'époque, les gagnants ont reçu une médaille d'argent au lieu de l'or réel et les seconds reçurent une médaille de bronze. Lorsque les règles actuelles ont été mises en place, les résultats précédents furent mis à jour et les médailles ont été officiellement décernées . 
Les frères Escandón ont par ailleurs pratiqué le polo au Champ Bourda à Pau.